# Damián Álvarez
Damián Ariel Álvarez (Morón, 21 maggio 1979) è un ex calciatore argentino naturalizzato messicano, di ruolo centrocampista.

## Carriera
Comincia la carriera in patria nel River Plate.
Nel 2001 viene acquistato dalla Reggina, appena retrocessa in Serie B, e nel gennaio 2002 fa ritorno al club di origine.
Un anno dopo si accasa al Monarcas Morelia, nella Primera División messicana. Nel 2006 si trasferisce al Pachuca. Nel 2010 si trasferisce al Tigres, ancora in Messico.

## Palmarès

### Club

#### Competizioni nazionali
- Campionato messicano: 3

Pachuca: Clausura 2007
Tigres: Apertura 2011, Apertura 2015

#### Competizioni internazionali
- Coppa Sudamericana: 1

Pachuca: 2006
- CONCACAF Champions' Cup: 1

Pachuca: 2007, 2008